# جيمس غوسلينغ
جيمس غوسلينغ (بالإنجليزية: James Gosling) (ولد 19 مايو 1955 بالقرب من كالغاري في مقاطعة ألبرتا بكندا) مطور برمجيات مشهور، وهو الذي طور لغة البرمجة جافا سنة 1994.

## التعليم والمهنة
في سنة 1977 حصل جيمس جوسلنج على بكالوريوس العلوم في علوم الحاسوب. بالإضافة إلى ذلك، وفي سنة 1983 حصل جيمس على دكتوراه في علوم الحاسوب من جامعة كارنيغي ميلون في الولايات المتحدة الأمريكية، وكانت رسالته للدكتوراه بعنوان «التلاعب في القيود الجبرية». وبينما كان يقوم بالعمل على الدكتوراه قام بكتابة النسخة الأولى من محرر النصوص المعروف إيماكس. وقبل أنضمامه لشركة صن ميكروسيستمز قام بكتابة نسخه من نظام يونكس تدعم المعالجة المتعددة بينما كان في جامعة كارنيغي ميلون في الولايات المتحدة الأمريكية. وقدم الكثيرمن المساهمات في هذا المجال كبناء المترجمات ونظم البريد الإلكتروني.
في 2 أبريل من سنه 2010 غادر جيمس جوسليج شركة صن ميكروسيستمز وذلك بعد الاستحواذ عليها من شركة أوراكل المتخصصة في قواعد البيانات حيث انضم بعدها الي شركة جوجل العملاقة .

## المساهمات
ينسب إليه الفضل في تطوير لغة البرمجة جافا سنة1994. وأيضا قيامه بخلق وإنشاء التخطيط الأصلي للغة والمترجم وعمل الآلة الافتراضية.
ولهذا الإنجاز تم انتخابه «للأكاديمية الوطنية للهندسة» في الولايات المتحدة. وقد ساهم مساهمات كبيرة في أنظمة برامج أخرى مثل NeWs وإيماكس.

## التكريم
وفي سنة 2007 حصل على وسام وسام كندا وهو أعلى وسام مدني يمنح للمدنيين في كندا.

## وصلات خارجية
- مدونة جيمس غوسلينغ